# 蕭錚

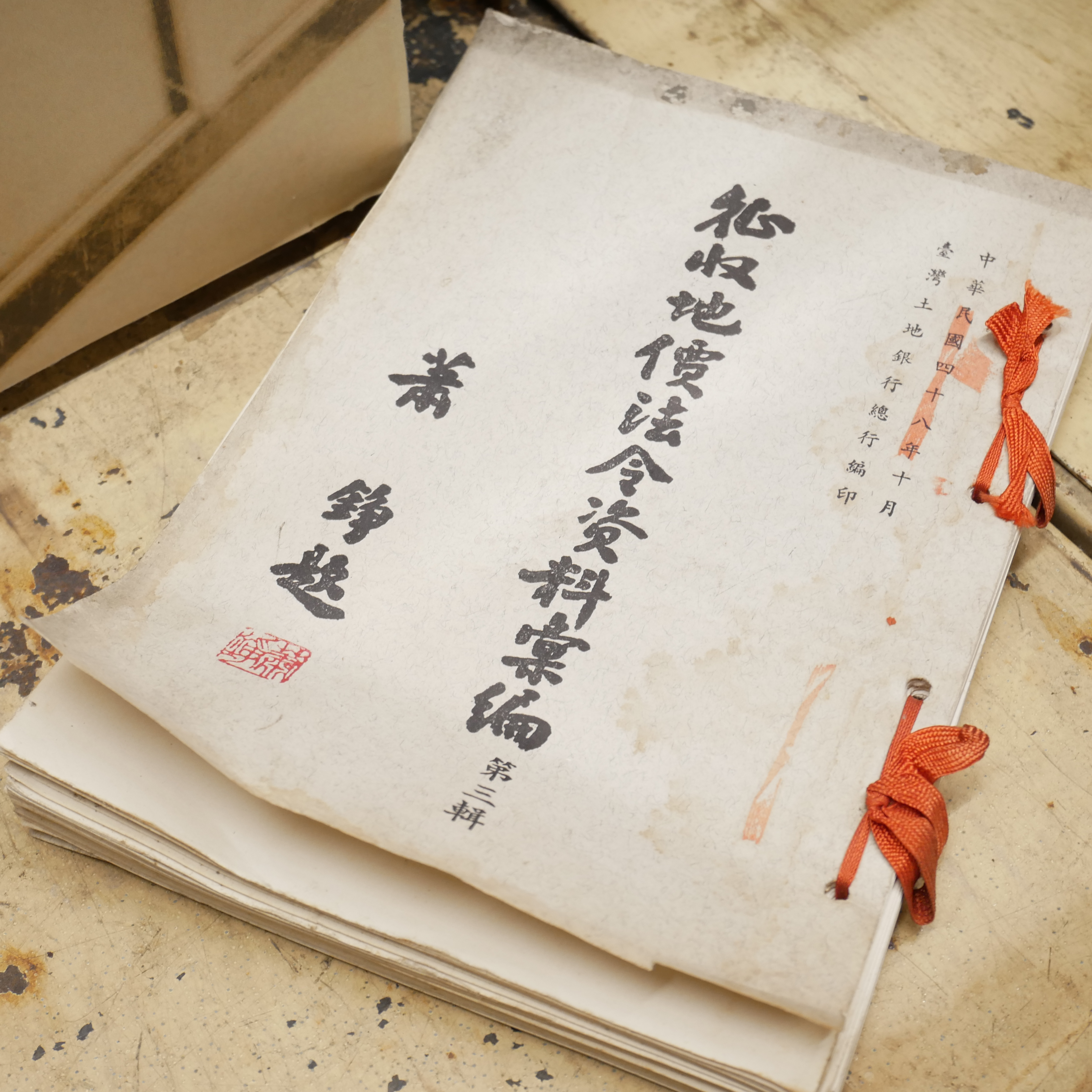
蕭錚所題署《征收地價法令資料彙編（第三輯）》

蕭錚（1904年—2002年），字青萍，生於浙江永嘉縣，中華民國土地改革研究者以及政治人物。曾任中華民國第一屆立法委員、國防最高委員會委員、經濟專門委員會副主任委員、中華民國經濟部政務次長、中國國民黨六屆中央常務委員、中國國民黨中央評議委員、臺灣土地銀行董事長，是中國地政研究所以及土地改革協會創辦人、《土地改革月刊》發行人。

## 生平
中華民國8年（1919年），蕭錚於五四運動期間在溫州參加抵制日貨活動，結果被逮捕，後來經人調解後獲釋。中華民國13年（1924年）考入北京大學。中華民國15年（1926年）在中國國民黨中央組織部工作。北伐戰爭期間擔任浙江特派員，秘密回浙江動員農民迎接國民革命軍。此時蕭錚開始關注農民問題和土地問題。中華民國18年（1929年）與夫人一同前往德國留學，研究該國的土地改革運動。中華民國21年（1932年）3月離德，返回中華民國。中華民國36年（1947年）中國土地改革協會成立，蕭錚出任理事長。中華民國37年（1948年），蕭錚當選浙江省溫州縣選區（浙江省第三區）的立法委員。之後蕭錚向立法院提出「農地改革法案」，主張農耕土地應歸農民所有。
中華民國41年（1952年），台灣省政府通過《臺灣省扶植自耕農條例草案》；蕭錚並不滿意，並建議行政院另外修訂類似條例，最終立法院通過實施耕者有其田條例。中華民國43年（1954年），蕭錚以代表團顧問身分出席第八屆聯合國大會，報告臺灣土地改革情形。中華民國52年（1963年），再度以代表團顧問身分出席第十八屆聯合國大會，報告臺灣土地改革情況。中華民國53年（1964年），擔任中華民國總統府國策顧問。中華民國80年（1991年），中華民國內政部頒發內政獎章。